# Noice
Noice är en svensk punk/rockgrupp från Gustavsberg, som bildades 1975 av basisten Peo Thyrén, trummisen Robert Klasen, keyboardisten Freddie Hansson, gitarristen Robert Liman samt sångaren och gitarristen Hasse Carlsson. Medlemmarna var alla under 18 vid genombrottet som över en natt gjorde bandet till ett av Sveriges mest populära. Liman lämnade gruppen innan man gav ut debutalbumet Tonårsdrömmar 1979. Albumet gav bandet hitlåten "En kväll i tunnelbanan" och året därpå gav Noice ut sitt andra studioalbum, Bedårande barn av sin tid. Klasen lämnade gruppen kort därpå och ersattes av Fredrik von Gerber. Denna bandsättning gav 1981 ut Det ljuva livet, där låten "Vi rymmer bara du och jag" återfinns, som gav bandet dess bästa singelnotering med en tredjeplats i Sverige.
Under den första delen av 1982 lämnade både Carlsson och Gerber Noice. De två kvarvarande medlemmarna övertalades att fortsätta med bandet och rekryterade Nicklas Östergren som sångare och gav senare samma år ut det fjärde studioalbumet Europa. 1983 upplöstes bandet. 1991 återförenades Det ljuva livet-konstellationen av Noice temporärt då man gjorde en turné tillsammans med Magnum Bonum och Attack. Bandet återförenades än en gång 1995, denna gång utan Hansson, och gav samma år ut sitt femte studioalbum Vild, vild värld. Året därpå upplöstes Noice på nytt.
Efter Hanssons och Carlssons bortgång 2001 och 2002 återförenades Noice en tredje gång 2004. Bandet bestod vid denna tidpunkt av Thyrén, Gerber, gitarristen Richard Evenlind och sångaren Marcus Öhrn. Samma år gavs albumet 2004 ut, som bestod av nyinspelningar av låtar från gruppens tre första studioalbum. Evenlind och Gerber lämnade Noice året därpå och ersattes av Jonas Karlberg och Johan Junstrand under resten av den turnén. Karlberg ersattes sedan av Andy Ravel och dessutom återvände Klasen till bandet 2007 och ersatte Gerber och Junstrand. Öhrn lämnade gruppen 2008 och ersattes 2009 av Funky Dan Larsson. Ravel spelade med Noice fram till 2014 då han ersattes av Jonas Karlberg.
Noice skrev sina låtar själva och sjöng på svenska om tonårslivets utmaningar. De tre första studioalbumen sålde alla över 100 000 exemplar. 1980 utsågs bandet till årets svenska grupp vid Rockbjörnen. Under gruppens tidiga år beskrevs man i media som rivaler till Gyllene Tider.

## Historia

### 1975–1979: De första åren
I början av 1970-talet började de tre vännerna Peo Thyrén, Freddie Hansson och Robert Klasen spela musik tillsammans, utan att ha ett bandnamn. Till en början agerade Thyrén sångare medan Hansson spelade klaviatur och Klasen spelade trummor. De tre spelade snart i ett band som kallade sig för Pink Panthers, som också bestod av sångaren Hasse Carlsson och gitarristen Robert Liman. Thyrén blev basist i gruppen som döpte om sig till Noise. Enligt Thyrén var Rockers United också ett förslag på namn, men förkastades. I november 1977 medverkade bandet i talangtävlingen Nya ansikten på Gröna Lund där man framförde Hep Stars "Cadillac". Till en början spelade bandet covers på 50-talslåtar, men bestämde sig snart för att framföra låtar med svensk text; man repade bland annat in ett flertal låtar från Magnus Ugglas album Va ska man ta livet av sig för när man ändå inte får höra snacket efteråt.
Efter att ha spelat på fritidsgårdar och talangjakter vann Noise en rockbandstävling i slutet av april 1979 där förstapriset var en singelinspelning som skulle komma att ges ut av Sonet Records samt en spelning på Mallorca. Under samma period lämnade Liman bandet för att utbilda sig till musiklärare, men han medverkade på inspelningarna av låtarna "Television" och "Du e' inte man". Bandet återvände snart till inspelningsstudion då skivbolaget bestämt att gruppen skulle få spela in ett fullängdsalbum. Albumet spelades in på tre helger och de två sista låtarna att spelas in var "I natt é hela stan vår" och "En kväll i tunnelbanan". Strax innan utgivningen av bandets debutsingel ändrades stavningen på gruppens namn till Noice eftersom det redan fanns ett skånskt band som hette Noise. Bandets debutalbum fick namnet Tonårsdrömmar och sålde initialt inte i någon större utsträckning.

### 1979–1981: Genombrott och storhetstid

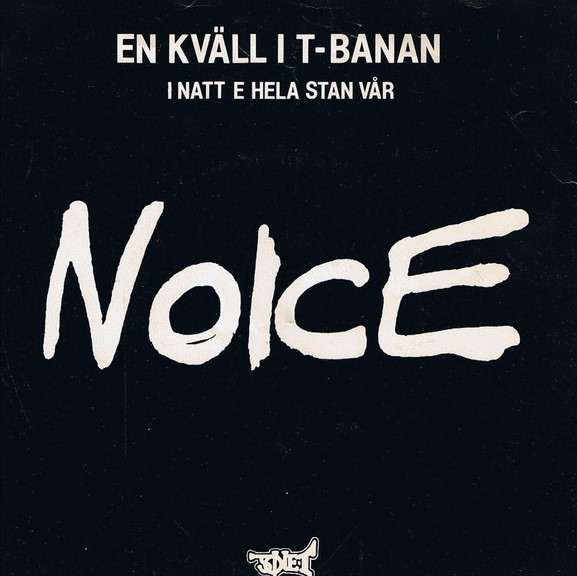
Omslaget till singeln "En kväll i tunnelbanan".

Efter att Noice den 17 mars 1980 framfört låtarna "En kväll i tunnelbanan" och "I natt é hela staden vår" i SVT:s Måndagsbörsen ökade försäljningen av albumet och bandet blev alltmer populärt. Tonårsdrömmar gick in på svenska albumlistan den 18 april 1980 och nådde som bäst plats två i juli samma år, endast slaget av The Rolling Stones album Emotional Rescue. Det har sedan dess sålts i över 100 000 exemplar. "En kväll i tunnelbanan" gavs ut som bandets andra singel och blev gruppens första att ta sig in på den svenska singellistan där den som bäst nådde plats elva.
Noice turnerade under en stor del av sommaren 1980 och spelade därefter in sitt andra studioalbum i september och oktober samma år. Klasen, som vid den här tidpunkten ville tillbringa mer tid med sin flickvän, blev på två av albumets låtar – "Kan inte leva utan pop" och "Svart läder" – ersatt av Pelle Lidell. Albumet, Bedårande barn av sin tid, gavs ut i november 1980 och nådde som bäst plats fyra på albumlistan i januari 1981. "Du lever bara en gång" gavs ut som första singel från albumet och nådde plats sex som bäst. Runt den här perioden lämnade Klasen bandet permanent då han hade svårt att komma överens med Hansson. Noice behövde nu hitta en ny trummis. Pelle Lidell, Staffan Öfwerman och Stefan Hjelm från The Pain var alla kandidater för jobbet och Öfwerman genomförde också ett antal konserter med Noice. Valet föll till slut på Fredrik von Gerber som tidigare varit medlem i Intermezzo. Gerber gjorde sitt första framträdande med bandet den 6 december 1980 i TV-programmet Klös. Innan årets slut gavs "Allting okey" ut som andra singel från albumet. Singeln innehöll  även nyinspelade versioner av titellåten samt B-sidan "Ett bedårande barn av sin tid" där Gerber gjorde sitt första studioframträdande med Noice.
En engelskspråkig version av "Allting okey" med titeln "Everything's Alright" gavs under 1981 ut i Västtyskland, Österrike och Schweiz. Under sommaren 1981 gavs låten "Vi rymmer bara du och jag" ut som första singel från bandets kommande studioalbum. Låten gav gruppen dess bästa notering på den svenska singellistan där den placerade sig som nummer tre i slutet av augusti 1981. Noice turnerade intensivt under större delen av året, där bandet vid flera tillfällen utsattes för stenkastning och sabotage. Den 8 augusti 1981 spelade gruppen på Ruisrock i Finland, där bland andra också Girlschool och UB40 medverkade. Noice tvingas avbryta sin konsert bland annat på grund av att publiken kastade upp flaskor på scenen. I sin självbiografi Från Noice till nu: Du lever bara en gång refererar Thyrén till en händelse under sommaren 1981 där Carlsson och Hansson tillsammans försöker begå självmord och om hur det blir en vändpunkt till det sämre för bandet.
I september 1981 färdigställde Noice sitt tredje studioalbum, Det ljuva livet, som gavs ut i november samma år. Albumet blev gruppens tredje i följd att nå en topp 5-placering i Sverige. Till albumet spelade man in en cover av Svenne & Lottas "Bang en boomerang". Den andra singeln från albumet, "Dolce vita (Det ljuva livet)", misslyckades att ta sig in på den svenska singellistan. Den efterföljande turnén dokumenterades av regissören Staffan Hildebrand och gavs ut på VHS som Det ljuva livet – En turnédokumentär. Turnén avslutades den 20 december 1981 med två utsålda konserter på Ritz i Stockholm. Båda konserterna spelades in då man planerade att ge ut en live-EP – låten "Tusen och en natt" skrevs för detta ändamål. Dagen därpå gjorde Noice sitt sista framträdande för året då man spelade in en konsert i en studio i Sundsvall för TV-programmet Studio Rock.

### 1982–1990:Europa, uppbrott och soloprojekt
Gerber lämnade Noice den 15 april 1982, varpå han 1982 spelade in soloalbumet Gjord i glas. Samma år, den 30 april, meddelade Hasse Carlsson att han lämnat bandet. Innan dess hade bandet i februari 1982 varit inne i studion och arbetat med soundtracket till Det ljuva livet – En turnédokumentär. Då Carlsson lämnat gruppen hade de två kvarvarande medlemmarna, Hansson och Thyrén, inte för avsikt att fortsätta som Noice. Man hade planer på att starta ett nytt band med namnet Video/Video, men övertalades av Ola Håkansson att fortsätta som Noice. Via en annons i Expressen, där man inte talade om vilket band man var, fann Noice Kjell Lövbom. Initialt var Lövbom gruppens nya sångare, men hans norrländska uttal ansågs senare inte passa för bandet. Lövbom fortsatte att hjälpa bandet med inspelningarna till det kommande studioalbumet och spelade gitarr på sex av låtarna.
Under våren 1982 rekryterades Nicklas Östergren som ny sångare i Noice. Under den här perioden lämnade bandet Sonet Records och skrev istället avtal med Sound of Scandinavia. Sommaren 1982 gavs låten "Rött ljus, rött ljus" ut som första singel från det kommande albumet och nådde som bäst plats 13 på den svenska singellistan. Noice fjärde studioalbum, Europa, gavs slutligen ut i oktober 1982 och är det studioalbum av gruppen som nått lägst placering på den svenska albumlistan. Albumet innehåller flera gäster och studiomusiker: Fredrik von Gerber återvände och hjälpte gruppen genom att spela in trummor till låten "Jag frågar (Du svarar)". Europa har ett annorlunda sound än gruppens tidigare studioalbum och är mer syntbaserad, vilket enligt Thyrén berodde på att Hansson både producerade och skrev flest låtar till albumet. Innan året var slut gavs livealbumet Live på Ritz ut genom Sonet, producerat av Thyrén.
Då gruppen skulle turnera för att promota Europa kompletterades bandet med Lövbom på gitarr, Johan Åkerfeldt på trummor samt Anders Uddberg från Freestyle på vissa konserter. Noice upplöstes efter att ha turnerat till början av 1983.
Då Noice var ett avslutat kapitel började både Thyrén och Gerber spela i rockbandet Easy Action. Gerber medverkade på gruppens båda studioalbum, medan Thyrén lämnade gruppen innan det andra studioalbumet spelades in. Thyrén var sedan med och skrev låten "Dansa i neon" som kom med i Melodifestivalen 1987 och framfördes av Lena Philipsson. 1988 bildade han Sha-Boom, där han var medlem fram till 1992. Efter att ha lämnat Noice medverkade trummisen Klasen på singelutgivningar av grupperna Intact och Stjärnfall (båda utgivna 1982), innan han lämnade musikbranschen.
Carlsson gav ut soloalbumen Gryning över stan (1982) och Pulsens hårda slag (1983). År 1985 gavs singeln "Natt efter natt" ut tillsammans med Hansson, utan några större framgångar. Hansson skrev tillsammans med Thyrén låten "Åh Amadeus" som 1986 gavs ut som singel med Lena Philipsson.
För att fira tioårsjubileet av bandets första studioalbum Tonårsdrömmar, gavs i början av juli 1989 samlingsalbumet H.I.T.S. ut med låtar från Noice tre första studioalbum. Samtidigt gavs "Vi rymmer bara du och jag" åter ut som singel.

### 1991–2003: Återföreningar,Vild, vild världoch nytt uppbrott
1991 återförenades Noice med Thyrén, Carlsson, Hansson och Gerber. Samma år gav man sig ut på en kort folkparksturné med Magnum Bonum och Attack, där varje band spelade i drygt 20 minuter. Varje konsert avslutades med att samtliga band framförde John Fogertys låt "Rockin' All Over the World" tillsammans. Publikintresset för turnén var lågt och bandet löstes åter upp efter att turnén avslutats.
Inför julen 1994 skrev Thyrén låten "När julen kommer till stan". Låten var en duett mellan Hasse Carlsson och Erika Norberg och gavs ut under namnet Christmas Crackers. Låten promotades med en turné där bland andra Svullo också ingick. Under turnén framfördes flera Noicelåtar; responsen gör att Thyrén och Carlsson återförenar Noice. Gerber återvänder till gruppen, men Hansson tillfrågades aldrig på grund av sina drogproblem. Noice turnerar under sommaren 1995 och kompletterades med Richard Evenlind och Frank Rönningen på gitarr respektive keyboard. Under sommaren och hösten samma år spelades gruppens femte studioalbum Vild, vild värld in och gavs ut genom Gustafsberg Records. Första halvan av albumet innehåller nya låtar, medan den andra halvan är nyinspelningar av äldre Noicelåtar. "Vild, vild värld" gavs ut som singel från albumet, med "En kväll i tunnelbanan" som B-sida. Både albumet och singeln misslyckas att ta sig in på topplistorna i Sverige.
Under året gavs också samlingsalbumet Flashback #12 ut, som innehåller låtar från gruppens tre första studioalbum. På albumet återfinns också liveversioner av "Du lever bara en gång" och "Romans för timmen" samt Carlssons sololåtar "Köpt kärlek och "Gryning över stan". Albumet avslutas med en nyinspelad version av låten "Rött ljus, rött ljus". Bandet turnerade fram till mars 1996. I slutet av turnén hade Carlsson åter fått drogproblem, varför Noice snart upplöstes. Den 2 mars 1996 gjorde gruppen sin sista konsert med Hasse Carlsson.
1998 gavs ytterligare ett samlingsalbum ut, med titeln 17 hits. Albumet innehåller en liveversion av "Romans för timmen". Albumet gavs åter ut den 20 september 2006, denna gång med titeln 17 klassiker.
Originalmedlemmarna Hansson och Carlsson avled båda två med drygt åtta månaders mellanrum i början av 2000-talet. Hansson dog i slutet av december 2001 och Carlsson dog i början av september 2002. Båda avled av leverskador efter flera år av tungt drogmissbruk.

### Från 2004: Åren med Marcus Öhrn och Funky Dan Larsson

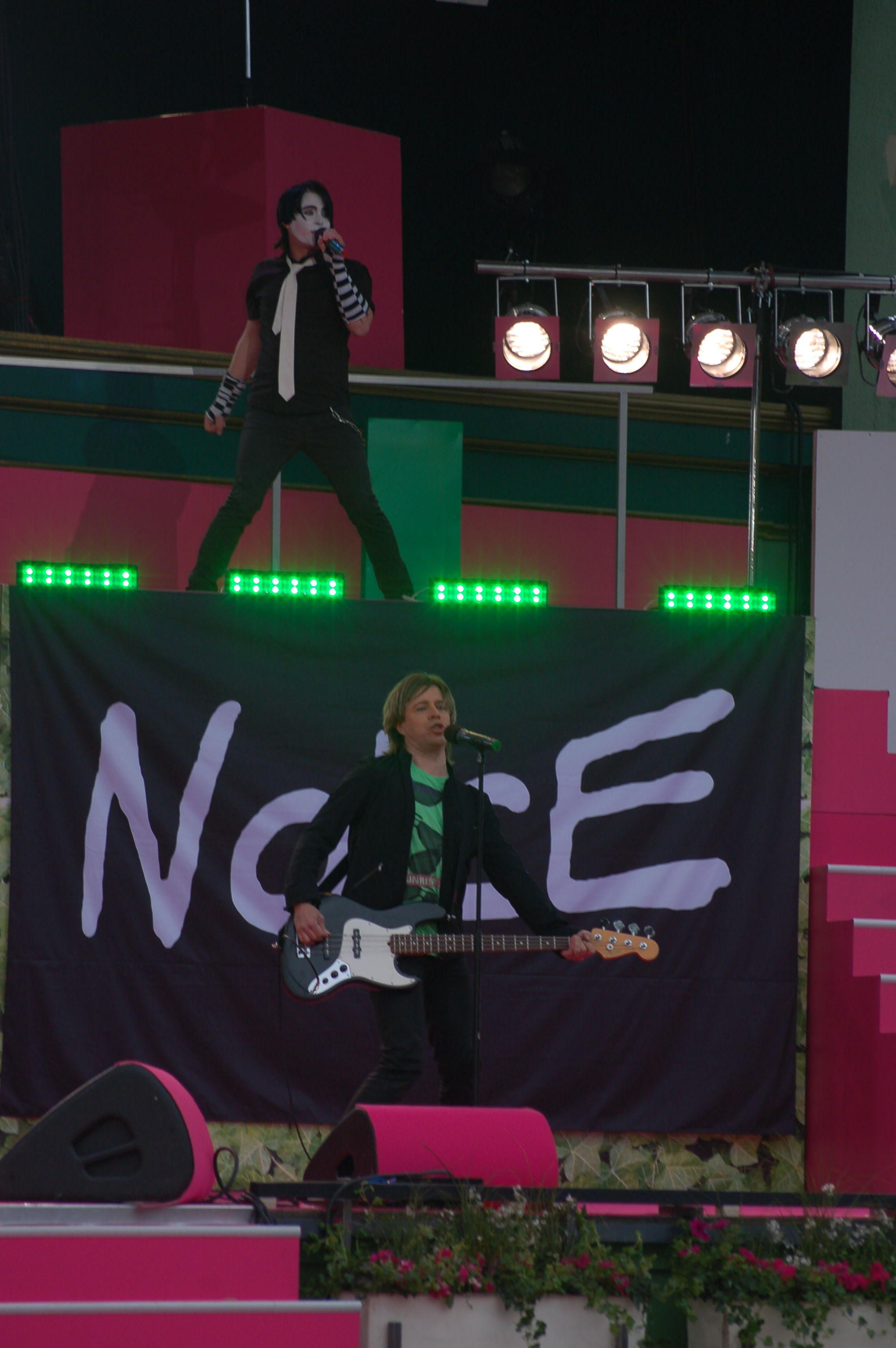
Noice live 2008.

Efter flera års tystnad från gruppen medverkade Thyrén och Gerber på "Ut i Natten", som gavs ut som singel av Marcus Öhrn. Som B-sida användes ytterligare en Noicelåt, "I natt é hela stan vår". Öhrn hade 2003 kontaktat Thyrén då han hade för avsikt att spela in ett hyllningsalbum till Noice under titeln Ljuva, Bedårande... Tonårsdrömmar. Både Thyrén och Gerber arbetade sedan med albumet, tillsammans med Evenlind, som hade turnerat med gruppen i mitten av 1990-talet. Då albumet gavs ut den 7 juli 2004 släpptes det istället som ett Noicealbum med titeln 2004. Thyrén har senare uttryckt missnöje kring detta och hävdat att det var skivbolaget Mariann Grammofon som i sista stund utförde namnbytet.
Gerber och Evenlind lämnade bandet 2005 och ersattes 2007 av Robert Klasen, som återvände till gruppen, och Andy Ravel. Hösten 2008 gavs biografin Bedårande barn av sin tid ut på Alfabeta förlag, skriven av David Bogerius. Samma år medverkade bandet på Sommarkrysset där man framförde låten "I natt é hela staden vår". I januari 2009 ersattes Öhrn av Funky Dan Larsson som sångare i bandet. Därefter hade Öhrn och Thyrén en dispyt kring rättigheterna att använda bandnamnet. Detta ledde till polisanmälningar och stämningsansökan och de båda medverkade i november 2009 i TV8:s program Aschberg.
År 2013 gav bandet ut en ny version av singeln "En kväll i tunnelbanan" tillsammans med Dogge Doggelito. En video gavs ut i samma veva som singeln släpptes. Gruppen har fortsatt turnera sporadiskt i Sverige och har sedan 2017 givit ut fem singlar: "Come on kör på", "Flipperspel", "Magisk", "Vinka adjö" och "Gustavsberg". Ravel lämnade Noice 2014 och ersattes därefter av Jonas Karlberg, som redan 1995 turnerade med gruppen.
Den 15 januari 2019 gavs Thyréns självbiografi ut, Från Noice till nu: Du lever bara en gång.

### MusikalenNoice – du lever bara en gång
I november 2019 meddelades det att bandets tidiga karriär skulle komma att skildras i musikalform med titeln Noice – du lever bara en gång på Cirkus, Stockholm, med start i oktober 2020. På grund av restriktioner till följd av Covid-19-pandemin flyttades premiären fram till hösten 2021 då musikalen spelades på Lilla Cirkus. 2022 spelades musikalen på Slagthuset i Malmö. I rollerna syntes bland andra Charlie Grönvall som Hasse Carlsson och Charlie Gustafsson som Peo Thyrén. Grönvall blev 2023 ny sångare i Noice.

## Medlemmar
| Nuvarande medlemmar - Peo Thyrén, basgitarr (1977–1983, 1991, 1995–1996, 2004–) - Robert Klasen – trummor (1977–1980, 2007–) - John Persson – keyboard (2022-) - Charlie Grönvall – sång (2023-) | Tidigare medlemmar - Freddie Hansson – klaviatur (1977–1983, 1991) - Hasse Carlsson – sång, gitarr (1977–1982, 1991, 1995–1996) - Robert Liman – gitarr (1977–1979) - Fredrik von Gerber – trummor (1980–1982, 1991, 1995–1996, 2004–2005) - Nicklas Östergren – sång (1982-1983) - Richard Evenlind – gitarr (2004–2005) - Johan Boding – keyboard (2004–2005) - Marcus Öhrn – sång (2004–2008) - Andy Ravel – gitarr (2007–2014) - Funky Dan Larsson – sång (2009–2023) | Turnémusiker - Staffan Öfwerman – trummor (1980) - Kee Marcello – gitarr (1982–1983) - Johan Åkerfeldt – trummor (1982–1983) - Anders Uddberg – keyboard (1982–1983) - Johan Boding – keyboard, gitarr (1991) - Øystein Andersen – trummor (1991) - Richard Evenlind – gitarr (1995–1996) - Frank Rönningen – keyboard (1995–1996) - Jonas Karlberg – gitarr (1995, 2004-2005) - Joakim Niehoff – keyboard (2004) - Johan Junstrand - trummor (2005) |

## Diskografi
| Studioalbum - 1979 – Tonårsdrömmar - 1980 – Bedårande barn av sin tid - 1981 – Det ljuva livet - 1982 – Europa - 1995 – Vild, vild värld - 2004 – 2004 - 2023 – Gustavsberg Livealbum - 1982 – Live på Ritz - 2005 – Live 1979 + 1995 - 2007 – Nätter utan slut - 2019 – Live 91 | Samlingsalbum - 1989 – H.I.T.S. - 1995 – Flashback Number 12 - 1998 – Svenska popfavoriter - 2003 – Noice Forever - 2003 – Samlat oljud - 2007 – 17 klassiker - 2012 – Noice 4for1 - 2022 – Först. Sist. För Alltid. Videoproduktioner - 1982 – Det ljuva livet – En turnédokumentär - 2005 – Officiell Bootleg Live | Singlar - 1979 – "Television" - 1980 – "En kväll i tunnelbanan" - 1980 – "Du lever bara en gång" - 1980 – "Allting okey" - 1981 – "Everything's Alright" - 1981 – "Vi rymmer bara du och jag" - 1982 – "Dolce vita (Det ljuva livet)" - 1982 – "Rött ljus, rött ljus" - 1982 – "Du och jag" - 1995 – "Vild, vild värld" - 2013 – "En kväll i tunnelbanan" - 2017 – "Come on kör på" - 2017 – "Flipperspel" - 2018 – "Magisk" - 2020 – "Vinka adjö" - 2020 – "Gustavsberg" - 2022 - "Natten tillhör oss" - 2022 – "Vi höjer ett glas" - 2023 – "Någonstans" - 2023 – "Nu i natt" |